# Філ Сільверс
Філ Сільверс (англ. Phil Silvers; 11 травня 1911, Бруклін — 1 листопада 1985) — американський актор театру, кіно і телебачення, комік, диктор радіо й актор озвучування, який відомий по своїй ролі сержанта Білко в Шоу Філа Сільверса (The Phil Silvers Show). Він виграв дві премії Тоні й премію Еммі.

## Біографія
Філіп Сільвер (англ. Philip Silver) народився 11 травня 1911 року в Брукліні, Нью-Йорк. Він був восьмою дитиною в сім'ї єврейських емігрантів з Росії. Сценічну кар'єру почав у віці 11 років як співак, пізніше як актор. Першим фільмом, в якому знявся Сільверс, став «Hit Parade of 1941» (1940 рік). Потім грав характерні ролі у фільмах кіностудій MGM, Columbia Pictures та 20th Century Fox. Найбільшим успіхом у кар'єрі став комедійний телесеріал на військову тематику «You'll Never Get Rich» (Ти ніколи не розбагатієш), пізніше перейменований в «The Phil Silvers Show» (Шоу Філа Сільверса) (1955—1958 роки). Сільверс одружився з Джо-Керролл Деннисон (міс Америка 1942 року) в 1945, шлюб тривав до їх розлучення в 1950 році. У 1956 році він одружився з Евелін Патрік, шлюб тривав до їх розлучення в 1966. У Сільверс було п'ять дітей з Евелін.
Сільверс помер 1 листопада 1985 року в Сенчері-сіті (передмістя Лос-Анджелеса, Каліфорнія) від серцевої недостатності, у віці 74 років.

## Фільмографія
- 1942: Моя дівчина Сел / My Gal Sal — Вілі
- 1944: Дівчина з обкладинки / Cover Girl — Геній
- 1963: Цей шалений, шалений, шалений, шалений світ / It's a Mad, Mad, Mad, Mad World — безробітний піаніст Отто Меєр
- 1966: Веселий випадок по дорозі на Форум / A Funny Thing Happened on the Way to the Forum — Маркус Лікус
- 1968: Добрий вечір, місіс Кемпбелл / (Buona Sera, Mrs. Campbell) — американський капрал Філ Ньюман
- 1978: Дешевий детектив / The Cheap Detective — Хоппі